# Daljinsko ogrevanje
Daljínsko ogrévanje je način ogrevanja stavb, pri katerem toploto prenašamo od večjega vira toplote k porabnikom po cevnem omrežju. Snov s katero prenašamo toploto je najpogosteje voda ali vodna para. Vir toplote je centralna kotlovnica ali toplarna. Toplarna je postroj v katerem se proizvaja toplota. V novejših proizvodnih obratih se z namenom učinkovitejše rabe energije in učinkovitejše izrabe energentov sočasno proizvaja električna energija in toplota. Z daljinskim ogrevanjem nadomestimo manjše ogrevalne naprave po stavbah. 
Prednosti daljinskega ogrevanja nastopijo zaradi centralizacije kurišča. Centralna lokacija omogoča več pozitivnih učinkov, npr. boljše procesno vodenje, filtriranje prašnih delcev in drugih onesnaževal pred izpustom v okolje ter soproizvodnjo toplote in električne energije. Daljinsko ogrevanje omogoča tudi izrabo odpadne toplote iz industrijskih procesov. 
Slabosti daljinskega ogrevanja so višja začetna investicija ter večje izgube na distribucijskem omrežju toplote. 
Parni sistemi daljinskega ogrevanja se večinoma opuščajo zaradi obratovalnih problemov. Novejši sistemi temeljijo na obtoku vroče (nad 100ºC) ali tople vode. Gospodarnost vira toplote in zmanjšanje izgub narekujejo čim nižjo temperaturo vode v obtoku, vendar morajo biti nižji temperaturi prilagojene tudi naprave za ogrevanje v stavbah. Nizko temperaturno ogrevanje mora biti načrtovano pred izgradnjo. Ponekod, zlasti v Skandinaviji so postopoma preurejali sisteme na nižjo temperaturo.

## Daljinsko ogrevanje v Sloveniji
V Sloveniji je pokritost po občinah s sistemi daljinskega ogrevanja 31 %, od 212 občin ima 67 daljinske sisteme ogrevanja, vseh distribucijskih sistemov pa je 110. Največja pokritost s sistemom daljinskega ogrevanja je v Šaleški dolini, kjer so priklopljeni vsi mestni objekti zatorej v mestu ni lokalnih oz. individualnih kurišč. Cene MWh daljinske toplote so se v Sloveniji leta 2023 gibale med 100 in 222 EUR. Največji sistemi daljinskega ogrevanja v Sloveniji so v Ljubljani, v Šaleški dolini in v Mariboru. Skupna Slovenska inštalirana proizvodna in distribucijska toplotna moč vseh ogrevalnih sistemov znaša 1,7 GW.

## Zgodovina daljinskega ogrevanja v Sloveniji
Prvo daljinsko ogrevanje v Sloveniji in takratni domovini Jugoslaviji so pričeli izvajati 29. novembra leta 1959 iz novozgrajenega omrežja napajanega iz Termoelektrarne Velenje za potrebe novega mestnega središča Velenje.